# Oholje
Oholje, település Szerbiában, a Raškai körzet Novi Pazar községében.

## Népessége
Lakosainak száma 1948-ban 213, 1953-ban 255, 1961-ben 297, 1971-ben 267, 1981-ben 294, 1991-ben 286, 2002-ben 179 lakosa volt, melyből 177 bosnyák (98,88%), 1 muzulmán (0,55%) és 1 ismeretlen.